# Sturzbunker

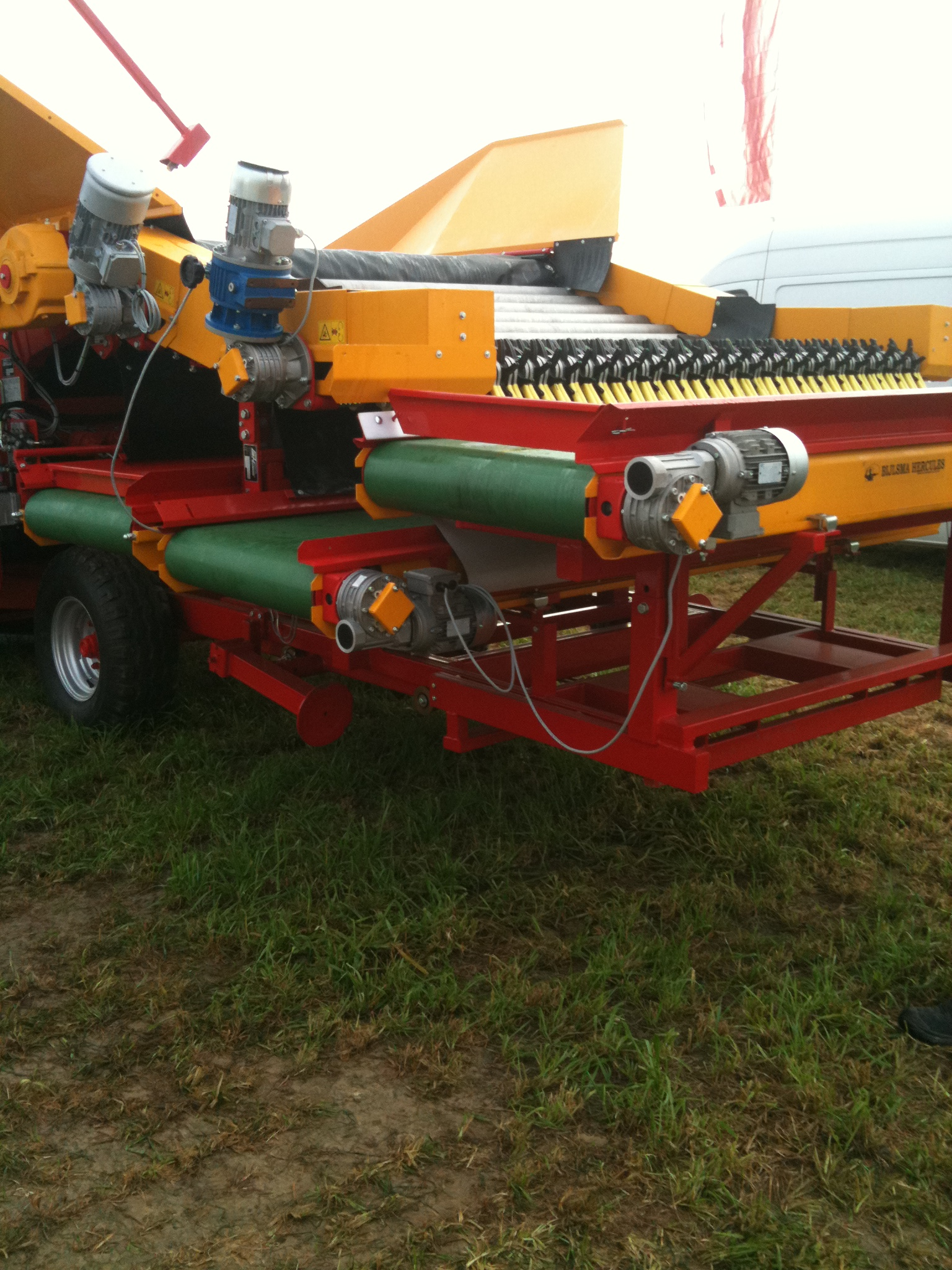
Sturzbunker, link der Schüttbehälter, rechts die Förderbänder zum Abtransport

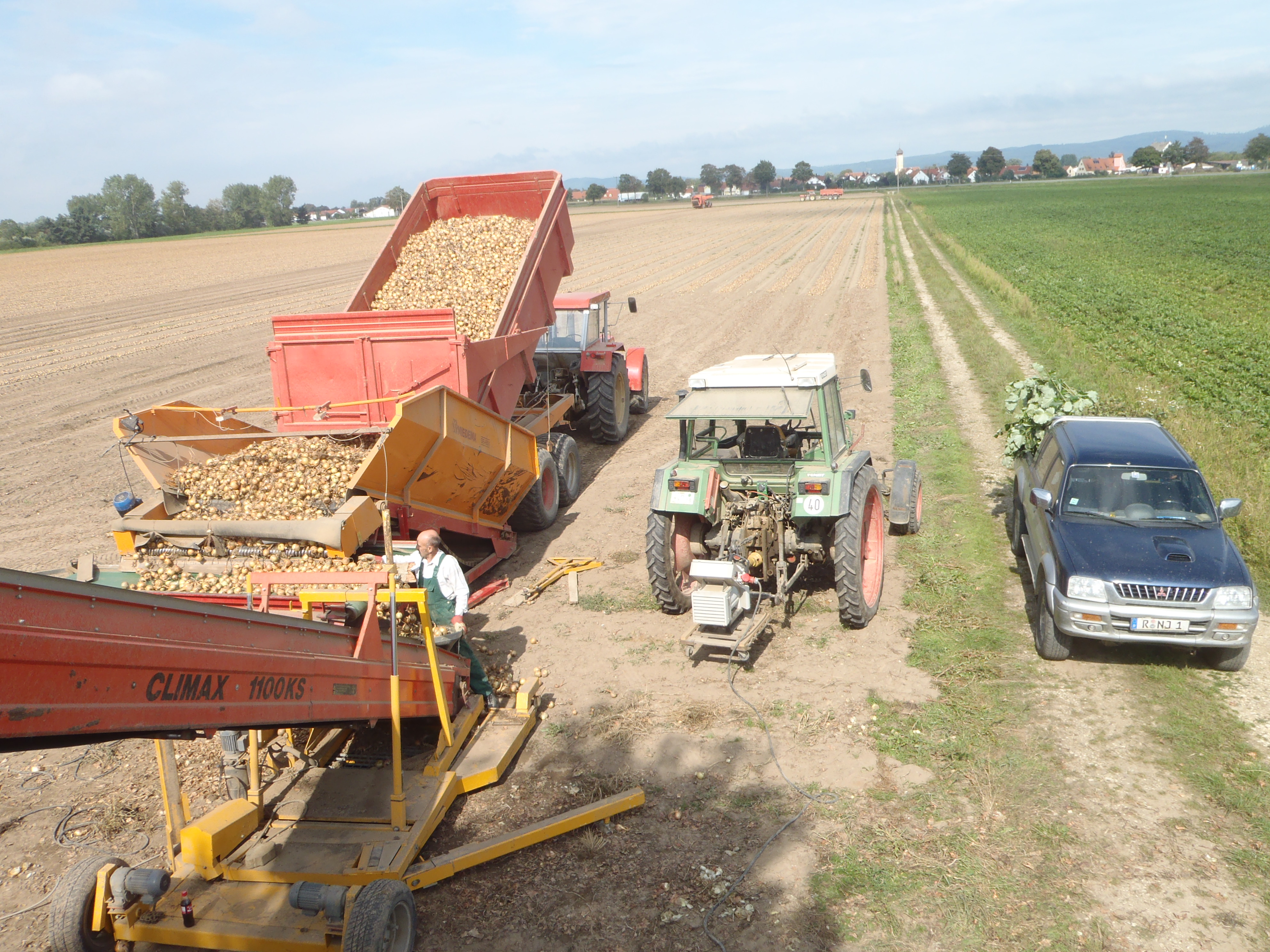
Sturzbunker im Einsatz um Zwiebeln vom Kipper aufzunehmen

Ein Sturzbunker (auch Schüttbunker genannt)
  
ist Teil der Einlagerungstechnik von Schüttgütern wie Zwiebeln oder Kartoffeln. Teils werden Sturzbunker auch am Feldrand zur Verladung auf LKW eingesetzt.
Das Erntegut wird mit Kippanhängern in das kastenförmige Gerät gefüllt. Der Boden besteht aus einem breiten Förderband. Durch dieses in der Geschwindigkeit steuerbare Förderband kann das Erntegut dosiert an die weitere Aufbereitungstechnik wie z. B. Verlesetische, Entsteinungsgeräte oder Enterder übergeben werden. 

## Technik
Der große Auffangbehälter ermöglicht es dem anliefernden Transportfahrzeug, schon nach kurzer Zeit wieder zum Feld zu fahren.
Für den Transport sind alle Sturzbunker als Anhänger mit Achse und (für den Betrieb abbaubarer) Deichsel konstruiert. Gummimatten an der Einfüllseite verhindern Schäden bei Kontakt mit den Kippern, andererseits halten sie das Erntegut sicher im Bunker. Die Annahmebreite beträgt in der Regel 3 Meter, sodass kein genaues Rangieren und kein Kornschieber notwendig sind. Der Antrieb der Bänder erfolgt elektrisch. In der Regel werden Sturzbunker durch Heckkipper befüllt. 